# DC Towers
A DC Towers (teljes nevén Donau City Towers) a francia Dominique Perrault építész által tervezett felhőkarcolók Bécsben. Ha teljesen elkészülnek, akkor a két torony a Duna bal partján lévő modern Donau City városrészében fognak állni. Az első torony: DC Tower 1 átadására 2014. február 26-án került sor. A Dunatornyot követően jelenleg Bécs második legmagasabb építménye, egyben a legmagasabb épülete. A DC Tower 2 ennél valamivel kisebb felhőkarcoló lesz, jelenleg tervezés alatt áll.

## Általános leírása
A kész DC Tower 1 250 m magas, ebből a tetején lévő antenna nélkül a homlokzat magassága: 220 méter. Elkészültével megelőzte, és a harmadik helyre utasította a 202 méter magas Millenniumi tornyot.
A DC Tower 2 jelenleg 168 méteresre tervezett épület. Ha elkészül a negyedik legmagasabb épülete lesz Bécsnek. Az építkezés kezdete több alkalommal - nem utolsósorban a globális pénzügyi válság miatt  - elhalasztásra került.
A felhőkarcolót a posztmodern design jellemzi, amelyet Dominique Perrault építész kölcsönzött neki. Az építészeti munkákban  bécsi Hoffmann - Janz Építész Iroda is közreműködött. Az épület jellegzetessége a lépcsőzetes eltolt homlokzati szerkezet. Az erős oldalirányú szélerő kiegyensúlyozása érdekében az 56. és a 60. emelet között 305 tonnás ingát terveztek. Mint az egyik első osztrák irodatornyok a DC Tower 1 teljesíti az Európai Bizottság Green Building (magyarul: zöld építmény) épület környezetbarát jellegére és energiahatékonyságára vonatkozó követelményeit, amit a LEED minősítés igazol.

## Építése

### DC Tower 1
2010. februárjának végéig történtek az első lépések az akkor még üres telken. Az építkezés 2010. június 17-én kezdődött és már év végére az alapozás is elkészült.
A felszíni látványos munkálatok 2011-ben kezdődtek. Március végén a magasépítési munkák elindultak, április elején az első föld alatti szint elkészült, és kész volt az épület betonmagja is. A munkavégzést 5 daru segítette. Június elejére telepítették az első fix tetődarut és mozgatható időjárás elleni védelemmel látták el. Júliusban látványossá vált az építkezés a felszín felett is. Ekkor készült el az első teherlift is.
Szeptemberben megkezdődött a függönyfalas  üveghomlokzat szerelése a keleti homlokzaton, majd az elkészült szinteken minden oldalról. Az építkezést befejeztét ekkor 2013. év elejéről 2013 nyarára halasztották.
2012 tavaszán folytatódott a munka. 4.8 naponta kapott újabb emeletet a toronyház. 2012. április végén az épület feléig, a 32. emeletig jutottak. Ezen év október 25-én  elkészült a végső 60. emelet is. A munka heti 6 napon át és 2 toronydaru segítségével zajlott. 2013 nyár végére a külső lifteket leszerelték, az utolsó homlokzati elemek pedig is helyükre kerültek. Szeptember 19-én egy speciális helikopter segítségével a helyére került a 30 méter magas antenna, ezzel elérte a végső magasságát a toronyház.

### DC Tower 2
Legkorábbi 2015-ben kerülhet sor a második torony kivitelezésére. 168 méteres magasságával a negyedik legnagyobb épülete lehet az osztrák fővárosnak.

## Hasznosítása
Az irodaterületek közül a 'Baxter' amerikai gyógyszeripari cég lesz a legnagyobb bérlő. A felső szinteken felmerülő úgynevezett égi loft lakások ötlete. Az alsó 15 emeleten a spanyol Sol Melia csoport egy négycsillagos szállodája nyit, felső szinten az étteremmel. A nyitáskor a bérlemények 50%-a talált gazdára.
- Emelet 1-15: A Sol Meliá Hotels & Resorts SA szállodája
- Emelet 2: John Harris Fitness Club
- Emelet 16-17: épületgépészet
- Emelet 18-42: iroda
- Emelet 43-44: épületgépészet
- Emelet 45-52:
- Emelet 53-56: kétszintes lakások [12] Egy darab lakás sem készült el 2016-ig
- Emelet 57-58: étterem, Skybar
- Emelet 59-60:

## Fordítás
- Ez a szócikk részben vagy egészben  a   DC Towers című német Wikipédia-szócikk ezen változatának fordításán alapul.  Az eredeti cikk szerkesztőit annak laptörténete sorolja fel. Ez a jelzés csupán a megfogalmazás eredetét és a szerzői jogokat jelzi, nem szolgál a cikkben szereplő információk forrásmegjelöléseként.